# Sporobolus sciadocladus
Sporobolus sciadocladus är en gräsart som beskrevs av Jisaburo Ohwi. Sporobolus sciadocladus ingår i släktet droppgräs, och familjen gräs. Inga underarter finns listade i Catalogue of Life.